# Puritanen och gatflickan
Puritanen och gatflickan (franska: Le Puritain) är en fransk kriminalfilm från 1938 i regi av Jeff Musso.
Filmen baseras på en novell av Liam O'Flaherty.

## Utmärkelser
Filmen vann Louis Delluc-priset 1938.

## Rollista i urval
- Pierre Fresnay - kommissarie Lavan
- Viviane Romance - Molly
- Louis-Jacques Boucot - M. Kelly
- Mady Berry - Mme. Kelly
- Alexandre Rignault - dr. O'Leary
- Fréhel - sångerskan på bordellen
- Ludmilla Pitoëff - tant de Thérésa
- Alla Donell - Thérésa Burke
- Georges Flamant - Callaghan
- Marthe Mellot - Mme. Ferriter